# Olympische Sommerspiele 1984/Hockey
Bei den XXIII. Olympischen Spielen 1984 in Los Angeles wurde je ein Hockeyturnier für Damen und Herren ausgetragen. Das zweite Mal in der olympischen Geschichte wurde ein Damen-Turnier gespielt, im Gegensatz zu 1980 mit normaler Besetzung. So war auch kein Damen-Team des Turniers in Moskau mehr dabei, und im IOC-Bericht wurde vermerkt, dass Hockey vom Gegen-Boykott der Ostblock-Staaten nicht betroffen war.

## Herren

### Turniermodus
Die 12 Teilnehmer spielten in 2 Gruppen A und B. Jeweils die Ersten und Zweiten, die Dritten und Vierten, sowie die Fünften und Sechsten der Gruppen spielten zunächst über Kreuz um die Plätze 1 – 4, 5 – 8 und 9 – 12. In der abschließenden Finalrunde wurden die endgültigen Platzierungen ausgespielt.
Bei Punktgleichheit entschied die Tordifferenz. In den Entscheidungsspielen wurde ein 7-Meter-Schießen mit fünf Schützen, die jeweils zweimal schossen, ausgetragen.

### Gruppe A

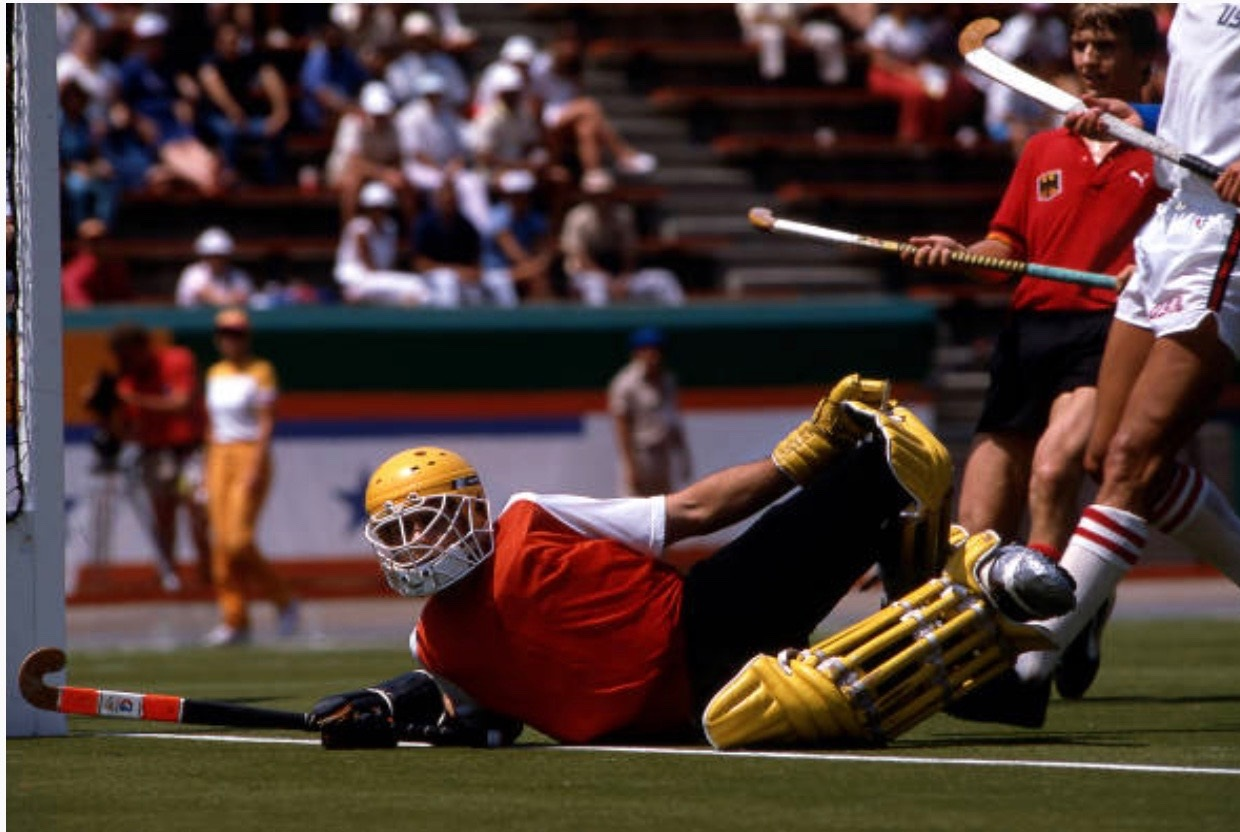
Randy Lipscher, US-amerikanischer Goaler im Spiel gegen die BRD

| Australien und Deutschland mit der besseren Tordifferenz als Indien qualifizierten sich für das Halbfinale. |  |                          |           |  |
| 29. Juli |  | Australien – Malaysia    | 5:0 (1:0) |  |
| |  | Spanien – Deutschland    | 1:3 (1:1) |  |
| |  | Indien – USA             | 5:1 (2:1) |  |
| 31. Juli |  | Australien – Spanien     | 3:1 (1:1) |  |
| |  | Deutschland – USA        | 4:0 (3:0) |  |
| |  | Indien – Malaysia        | 3:1 (1:1) |  |
| 2. August                                                                                                   |  | Spanien – Indien         | 3:4 (0:2) |  |
| |  | Malaysia – USA           | 4:1 (2:1) |  |
| |  | Australien – Deutschland | 3:0 (0:0) |  |
| 4. August                                                                                                   |  | Deutschland – Malaysia   | 5:0 (2:0) |  |
| |  | Australien – Indien      | 4:2 (1:0) |  |
| |  | Spanien – USA            | 3:1 (1:1) |  |
| 6. August                                                                                                   |  | Australien – USA         | 2:1 (1:0) |  |
| |  | Spanien – Malaysia       | 3:1 (2:1) |  |
| |  | Deutschland – Indien     | 0:0       |  |

| Tabelle Gruppe A | Tabelle Gruppe A | Tabelle Gruppe A | Tabelle Gruppe A | Tabelle Gruppe A |
| Platz            | Team             | Spiele           | Tore             | Punkte           |
| ---------------- | ---------------- | ---------------- | ---------------- | ---------------- |
| 1.               | Australien       | 5                | 17:04            | 10               |
| 2.               | BR Deutschland   | 5                | 12:04            | 7                |
| 3.               | Indien           | 5                | 14:09            | 7                |
| 4.               | Spanien          | 5                | 11:12            | 4                |
| 5.               | Malaysia         | 5                | 06:17            | 2                |
| 6.               | USA              | 5                | 04:18            | 0                |

### Gruppe B

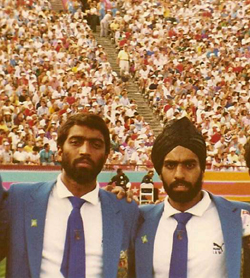
Spieler der kenianischen Nationalmannschaft: Manjeet und Jitender Panesar

| Großbritannien und Pakistan mit der besseren Tordifferenz als die Niederlande qualifizierten sich für das Halbfinale. |  |                              |           |  |
| 30. Juli |  | Kanada – Niederlande         | 1:4 (1:2) |  |
| |  | Neuseeland – Pakistan        | 3:3 (1:1) |  |
| |  | Großbritannien – Kenia       | 2:1 (1:1) |  |
| 1. August |  | Niederlande – Neuseeland     | 3:1 (1:0) |  |
| |  | Kenia – Pakistan             | 0:3 (0:3) |  |
| |  | Kanada – Großbritannien      | 1:3 (0:2) |  |
| |  | Großbritannien – Kenia       | 2:1 (1:1) |  |
| 3. August |  | Kanada – Kenia               | 2:3 (1:1) |  |
| |  | Großbritannien – Neuseeland  | 1:0 (1:0) |  |
| |  | Niederlande – Pakistan       | 3:3 (2:1) |  |
| 5. August |  | Kenia – Neuseeland           | 1:4 (0:1) |  |
| |  | Niederlande – Großbritannien | 3:4 (0:2) |  |
| |  | Kanada – Pakistan            | 1:7 (0:5) |  |
| 7. August |  | Großbritannien – Pakistan    | 0:0       |  |
| |  | Kanada – Neuseeland          | 2:2 (1:2) |  |
| |  | Niederlande – Kenia          | 3:0 (0:0) |  |

| Tabelle Gruppe B | Tabelle Gruppe B | Tabelle Gruppe B | Tabelle Gruppe B | Tabelle Gruppe B |
| Platz            | Team             | Spiele           | Tore             | Punkte           |
| ---------------- | ---------------- | ---------------- | ---------------- | ---------------- |
| 1.               | Großbritannien   | 5                | 10:05            | 9                |
| 2.               | Pakistan         | 5                | 16:07            | 7                |
| 3.               | Niederlande      | 5                | 16:09            | 7                |
| 4.               | Neuseeland       | 5                | 10:10            | 4                |
| 5.               | Kenia            | 5                | 05:14            | 2                |
| 6.               | Kanada           | 5                | 07:19            | 1                |

### Qualifikation
| Beide Halbfinalspiele wurden von den Gruppenzweiten gewonnen. |  |                              |                               |               |
| 8. August                                                     |  | Malaysia – Kanada            | 0:1 (0:0)                     | um Platz 9–11 |
|                                                               |  | USA – Kenia                  | 1:1 n. V. (0:0,0:0) i.S. 5:6  | um Platz 9–12 |
| 9. August                                                     |  | Indien – Neuseeland          | 1:0 (0:0)                     | um Platz 5–8  |
|                                                               |  | Spanien – Niederlande        | 0:0 n. V. (0:0,0:0) i.S. 4:10 | um Platz 5–8  |
|                                                               |  | Australien – Pakistan        | 0:1 (0:1)                     | Halbfinale    |
|                                                               |  | Deutschland – Großbritannien | 1:0 (1:0)                     | Halbfinale    |

### Finale
| 10. August |  | Malaysia – USA              | 3:3 n. V. (2:2,1:0) i.S. 9:8 | um Platz 11 |
|            |  | Kanada – Kenia              | 0:1 n. V. (0:0,0:0)          | um Platz 9  |
|            |  | Spanien – Neuseeland        | 0:1 (0:0)                    | um Platz 7  |
| 11. August |  | Niederlande – Indien        | 2:5 (2:2)                    | um Platz 5  |
|            |  | Australien – Großbritannien | 2:3 (2:1)                    | um Platz 3  |
|            |  | Deutschland – Pakistan      | 1:2 n. V. (1:1,0:0)          | Endspiel    |

| Rangliste | Rangliste      |
| Platz     | Team           |
| --------- | -------------- |
| 1.        | Pakistan       |
| 2.        | BR Deutschland |
| 3.        | Großbritannien |
| 4.        | Australien     |
| 5.        | Indien         |
| 6.        | Niederlande    |
| 7.        | Neuseeland     |
| 8.        | Spanien        |
| 9.        | Kenia          |
| 10.       | Kanada         |
| 11.       | Malaysia       |
| 12.       | USA            |

### Medaillengewinner
| | | | 4 |
| Pakistan | BR Deutschland | Großbritannien | Australien |
| --- | --- | --- | --- |
| Ishtiaq Ahmed Mushtaq Ahmad Naeem Akhtar Nasir Ali Tauqeer Dar Khalid Hameed Manzoor Hussain Hanif Khan Kaleemullah Khan Shahid Ali Khan Ayaz Mahmood Ghulam Moinuddin Abdul Rashid Hassan Sardar Saleem Sherwani Quasim Zia | Christian Bassemir Stefan Blöcher Dirk Brinkmann Heiner Dopp Carsten Fischer Tobias Frank Volker Fried Thomas Gunst Karl-Joachim Hürter Horst-Ulrich Hänel Andreas Keller Reinhard Krull Michael Peter Thomas Reck Ekkhard Schmidt-Opper Markku Slawyk | Paul Barber Stephen Batchelor Kulbir Bhaura Robert Cattrall Richard Dodds James Duthie Norman Hughes Sean Kerly Richard Leman Stephen Martin Billy McConnell Veryan Pappin Jon Potter Mark Precious Ian Taylor David Westcott | Colin Batch David Bell Adrian Berce Grant Boyce Ric Charlesworth Craig Davies Peter Haselhurst Jim Irvine Treva King Terry Leece Grant Mitton Michael Nobbs Nigel Patmore Trevor Smith Neil Snowden Terry Walsh |

## Damen

### Turniermodus
Die sechs Teilnehmer spielten eine einfache Runde "jeder gegen jeden". Gold, Silber und Bronze erhielten der 1., 2. bzw. 3.

### Hauptrunde
| Nach Abschluss der Runde lagen drei Teams punktgleich auf den Plätzen 3 bis 5. Aufgrund der schlechteren Tordifferenz kam Kanada auf Platz 5. Australien und die USA hatten aber exakt dasselbe Torverhältnis von 9:7 und der direkte Vergleich zählte nicht. Deshalb fand – unmittelbar nach dem letzten Spiel – ein 7-Meter-Schießen mit 10 Schüssen (wie damals üblich) um die Bronzemedaille statt, das die USA mit 10:5 gewann. |  |                           |           |  |
| 31. Juli |  | Niederlande – Neuseeland  | 2:1 (1:0) |  |
| 1. August |  | Australien – Deutschland  | 2:2 (0:2) |  |
| |  | USA – Kanada              | 4:1 (2:0) |  |
| 2. August |  | Australien – Neuseeland   | 3:0 (2:0) |  |
| 3. August |  | Niederlande – USA         | 2:0 (1:0) |  |
| |  | Kanada – Deutschland      | 0:3 (0:1) |  |
| 4. August |  | Neuseeland – USA          | 0:2 (0:1) |  |
| 5. August |  | Deutschland – Niederlande | 2:6 (2:3) |  |
| |  | Australien – Kanada       | 1:2 (1:1) |  |
| 6. August |  | Deutschland – Neuseeland  | 1:0 (0:0) |  |
| 7. August |  | Kanada – Niederlande      | 2:2 (0:1) |  |
| |  | Australien – USA          | 3:1 (2:1) |  |
| 9. August |  | Deutschland – USA         | 1:1 (0:1) |  |
| 10. August |  | Kanada – Neuseeland       | 4:1 (3:0) |  |
| |  | Australien – Niederlande  | 0:2 (0:0) |  |

| Tabelle | Tabelle        | Tabelle | Tabelle | Tabelle |
| Platz   | Team           | Spiele  | Tore    | Punkte  |
| ------- | -------------- | ------- | ------- | ------- |
| 1.      | Niederlande    | 5       | 14:06   | 9       |
| 2.      | BR Deutschland | 5       | 09:09   | 6       |
| 3.      | USA            | 5       | 09:07   | 5       |
| 3.      | Australien     | 5       | 09:07   | 5       |
| 5.      | Kanada         | 5       | 09:11   | 5       |
| 6.      | Neuseeland     | 5       | 02:12   | 0       |

| Rangliste | Rangliste      |
| Platz     | Team           |
| --------- | -------------- |
| 1.        | Niederlande    |
| 2.        | BR Deutschland |
| 3.        | USA            |
| 4.        | Australien     |
| 5.        | Kanada         |
| 6.        | Neuseeland     |

### Medaillengewinnerinnen
| | | | 4 |
| Niederlande | BR Deutschland | USA | Australien |
| --- | --- | --- | --- |
| Det de Beus Carina Benninga Fieke Boekhorst Marieke van Doorn Marjolein Eijsvogel Irene Hendriks Elsemieke Hillen Aletta van Manen Anneloes Nieuwenhuizen Martine Ohr Sandra Le Poole Alette Pos Lisette Sevens Sophie von Weiler Laurien Willemse Margriet Zegers | Gaby Appel Dagmar Breiken Beate Deininger Elke Drüll Birgit Hagen Birgit Hahn Martina Koch Sigrid Landgraf Andrea Lietz-Weiermann Corinna Lingnau Christina Moser Patricia Ott Hella Roth Susi Schmid Gaby Schley Ursula Thielemann | Beth Anders Beth Beglin Regina Buggy Gwen Cheeseman Sheryl Johnson Christine Larson-Mason Kathleen McGahey Anita Miller Leslie Milne Charlene Morett Diane Moyer Marcella Place Karen Shelton Julie Staver Brenda Stauffer Judy Strong | Marian Aylmore Evelyn Botfield Sharon Buchanan Loretta Dorman Pamela Glossop Penny Gray Trisha Heberle Lorraine Hillas Robyn Holmes Kym Ireland Robyn Leggatt Colleen Pearce Sandra Pisani Julene Sunderland Liane Tooth Susan Watkins |